# فورست وارد
فورست وارد (بالإنجليزية: Forrest Ward)‏ (11 يناير 1949 - ) هو ملاكم أمريكي، صنّف ضمن فئة وزن ثقيل.

## وصلات خارجية
- فورست وارد على موقع بوكس ريك (الإنجليزية) (registration required)